# Kire ütött ez a gyerek? (rajzfilm)
A Kire ütött ez a gyerek? 1986-ban bemutatott magyar rajzfilm amely, Janikovszky Éva ifjúsági műve alapján készült. és Réber László könyvbeli illusztrációi alapján készült. Az animációs játékfilm rendezője Vajda Béla. A forgatókönyvet Janikovszky Éva írta, a zenéjét Lorenz Dávid szerezte. A tévéfilm a Pannónia Filmstúdió gyártásában készült, a Magyar Televízió forgalmazásában jelent meg.

## Alkotók
- Írta és rendezte: Vajda Béla
- Szerkesztő-dramaturg: László Margit
- Zenéjét szerezte: Lorenz Dávid
- Zeneösszeállítás: Zsebényi Béla
- Hangmérnök: Bársony Péter
- Vágó: Hap Magda
- Animátorok: Dékány Ferenc, Kecskés Magda, Sostarics Yvette
- Rajzolták: Móré Katalin, Tarnai Dániel, Tóth Lajos
- Tervező-grafikus: Réber László
- Munkatársak: Bíró Erika Erna, Völler Ágnes
- Színes technika: Ujhegyi Gyula
- Gyártásvezető: Mezei Borbála
- Produkciós vezető: Sárosi István

Készítette a Pannónia Filmstúdió

## Szereplők
- Főhős: Horváth Zoltán
- Anya: Venczel Vera
- Apa: Perlaki István
- Nagymama: Győri Ilona
- Nagypapa: Füzessy Ottó
- Emil bácsi: Orosz István
- Aranka néni: Földessy Margit

További magyar hangok: Botár Endre, Czigány Judit, Magda Gabi, Soós László